# Tony Jay
Tony Jay (* 2. Februar 1933 in London; † 13. August 2006 in Los Angeles) war ein britisch-amerikanischer Schauspieler und Synchronsprecher. Eine seiner bekanntesten Arbeiten ist die Originalstimme des finsteren Claude Frollo in Disneys Der Glöckner von Notre Dame von 1996. In seiner Theaterkarriere war er unter anderem Mitglied der Royal Shakespeare Company.

## Leben & Karriere
Tony Jay wurde am 2. Februar 1933 als Sohn jüdischer Eltern in London geboren. Er besuchte die renommierte Pinner County Grammar School, zu deren prominenten ehemaligen Schülern u. a. auch Elton John gehört, und zog 1955 nach Südafrika, wo er beim Radio tätig war und auch erste Erfahrungen mit dem Medium Film sammelte.
1980 ging er in die Vereinigten Staaten und nahm die amerikanische Staatsbürgerschaft an. In Hollywood trat er in mehreren Filmen und Fernsehserien auf, wo er, aufgrund seiner volltönenden Baritonstimme und seiner beeindruckenden Körpergröße von 193 cm, hauptsächlich als kultivierter Schurke besetzt wurde.
Gleichzeitig entfaltete er auch eine beeindruckende Bühnenkarriere und trat unter anderem in Der Kaufmann von Venedig auf sowie in Bühnenadaptionen von Nicholas Nickleby und Große Erwartungen.
Im Fernsehen spielte er Gastrollen in Raumschiff Enterprise – Das nächste Jahrhundert als außerirdischer Minister Campio, in Superman – Die Abenteuer von Lois & Clark als Lex Luthors hinterhältiger Aide-de-camp Nigel St. John sowie in Die Schöne & das Biest als quasi Hauptgegner Paracelsus, ein größenwahnsinniges Universalgenie, das seine Verbrennungen hinter einer Phantom der Oper-artigen goldenen Halbmaske verbirgt und mit einer im Ärmel verborgenen ausfahrbaren Klinge bewaffnet ist.
Ein großer Teil seines künstlerischen Schaffens bestand in der Synchronisation für Film, Fernsehen und auch für Videospiele. So lieh er dem fanatischen Richter Claude Frollo in Disneys Der Glöckner von Notre Dame und dem Leiter der Irrenanstalt Monsieur D’Arque in Die Schöne und das Biest seine Stimme und war als Erzähler in Der Schatzplanet und in der englischen Fassung von Asterix – Operation Hinkelstein zu hören. Für seine intensive Performance als Richter Frollo wurde er mit einer Nominierung für den Annie Award für das beste Voice Acting bedacht.
Im April 2006 wurde ihm im Cedars-Sinai Medical Center in Los Angeles ein Tumor in der Lunge entfernt. Er erholte sich nie mehr von der Operation und verblieb in einem kritischen Zustand, bis er schließlich am 13. August im Alter von 73 Jahren starb. Er hinterließ seine Frau Marta MacGeraghty, mit der er seit 1974 verheiratet war, und ihren gemeinsamen Sohn Adam. Er wurde auf dem Forest Lawn Memorial Park Friedhof in den Hollywood Hills beigesetzt.

## Filmografie (Auswahl)

### Filme
- 1970 – Scotty & Co.
- 1970 – Taxi!
- 1972 – The Winners
- 1975 – Die letzte Nacht des Boris Gruschenko (Love and Death)
- 1977 – My Way II
- 1981 – Time Bandits
- 1988 – Meine Stiefmutter ist ein Alien (My Stepmother Is an Alien)
- 1988 – Twins – Zwillinge (Twins)
- 1991 – Die Schöne und das Biest (Beauty and the Beast) (Stimme)
- 1992 – Tom & Jerry – Der Film (Tom & Jerry – The Movie) (Stimme)
- 1996 – Charlie – Ein himmlischer Held (All Dogs Go to Heaven 2) (Stimme)
- 1996 – Der Glöckner von Notre Dame (The Hunchback of Notre Dame) (Stimme)
- 1996 – Superman: The Last Son of Krypton
- 1998 – Feivel der Mauswanderer: Der Schatz von Manhattan – (An American Tail: The Treasure of Manhattan Island) (Stimme)
- 1999 – Austin Powers – Spion in geheimer Missionarsstellung – (Austin Powers: The Spy Who Shagged Me) (Erzähler, ungenannt)
- 2001 – Race to Space – Mission ins Unbekannte (Race to Space) (Erzähler)
- 2001 – ReBoot: My Two Bobs
- 2002 – Der Schatzplanet (Treasure Planet) (Erzähler)
- 2003 – Das Dschungelbuch 2 (The Jungle Book 2) (Stimme)
- 2003 – Rugrats Go Wild

### Fernsehserien
- 1974 – Sturz der Adler (Fall of Eagles)
- 1975 – Die Füchse (The Sweeney)
- 1977 – The XYY Man
- 1978 – Die Profis (The Professionals)
- 1982 – The Agatha Christie Hour
- 1987 – Golden Girls
- 1987–1990 – Die Schöne & das Biest (Beauty and the Beast)
- 1987–1996 – Teenage Mutant Hero Turtles (Stimme)
- 1990 – Käpt’n Balu und seine tollkühne Crew (TaleSpin) (Stimme)
- 1990 – Peter Pan und die Piraten (Peter Pan and the Pirates) (Stimme)
- 1990–1991 – Twin Peaks
- 1991 – Matlock
- 1992 – Raumschiff Enterprise – Das nächste Jahrhundert (Star Trek: The Next Generation)
- 1992–2003 – Rugrats (Stimme)
- 1993–1995 – Superman – Die Abenteuer von Lois & Clark – (Lois & Clark: The New Adventures of Superman)
- 1994–1996 – Der Tick (The Tick) (Stimme)
- 1994–1996 – Die Fantastischen Vier mit neuen Abenteuern (Fantastic Four) (Stimme)
- 1994–1998 – New Spider-Man (Stimme)
- 1994–2001 – ReBoot
- 1996 – Mighty Ducks – Das Powerteam (Mighty Ducks) (Stimme)
- 1996–1999 – Abenteuer mit Timon und Pumbaa (Timon & Pumbaa) (Stimme)
- 1996–2004 – Hey Arnold!
- 1998 – Invasion America
- 1999–2000 – Johnny Bravo
- 2000 – Captain Buzz Lightyear – Star Command (Stimme)
- 2001–2002 – Mickys Clubhaus (Stimme)
- 2004 – Teen Titans (Erzähler)

## Videospiele (Auswahl)
- 2004 – The Bard’s Tale – Erzähler
- 2004 – X-Men: Legends – Magneto
- 2004 – Champions of Norrath – Peles
- 2003 – Star Trek: Elite Force II – Archeopenda
- 2003 – Freelancer – Kanzler Florian Gustav Niemann
- 2002 – Hunter: The Reckoning – Erzähler
- 2001 – Star Trek: Armada II – Captain der USS Caddebostan
- 2001 – Return to Castle Wolfenstein – Direktor des OSA
- 2001 – Legacy of Kain: Soul Reaver 2 – Elder God
- 1999 – Legacy of Kain: Soul Reaver – Elder God / Zephon
- 1997 – Fallout – Lieutenant
- 1996 – Blood Omen: Legacy of Kain – Mortanius / William der Gerechte
- 1992 – King’s Quest VI: Heir Today, Gone Tomorrow – Captain Saladin / Gate / Arch Druid / Lamp Trader